# Stipe Šuvar
Stipe Šuvar, hrvaški sociolog, politik, pravnik in predavatelj, * 17. februar 1936, Zagvozd, Dalmacija, Jugoslavija, † 29. junij 2004, Zagreb (Hrvaška).
Bil je član in predsednik Predsedstva Centralnega komiteja Zveze komunistov Jugoslavije (30. junij 1988 - 17. maj 1989).